# Неллефабрик
Фабрика ван Нелле (официальное русскоязычное название — Завод Неллефабрик) — здание бывшего завода в нидерландском городе Роттердам, яркий образец интернационального стиля в архитектуре. 
Здание было спроектировано и возведено в 20-х годах XX века по проекту Лейндерта ван дер Флугта под влиянием теории и практики советского конструктивизма. Она стала одним из важнейших образцов промышленной архитектуры Нидерландов эпохи модернизма (Nieuwe Bouwen). Заводской комплекс включает в себя несколько зданий промышленного назначения. Их фасады выполнены в основном из стали и стекла.
В период функционирования на фабрике производились кофе, чай, различные виды табака. Производство было остановлено в 1996 году, а 21 июня 2014 года фабрика ван Нелле была включена в список объектов Всемирного наследия ЮНЕСКО.